# Manchester City Women's Football Club
Il Manchester City Women's Football Club, meglio noto come Manchester City, è una società di calcio femminile inglese con sede nella città di Manchester. Milita nella Women's Super League, la massima divisione del campionato inglese. È affiliata al Manchester City Football Club.

## Storia
Il Manchester City Ladies Football Club fu fondato nel novembre 1988 da Neil Mather. Giocò diverse partite amichevoli, la prima delle quali fu ad Oldham sul campo artificiale del Boundary Park dove vinse per 4-2. Fu ammesso alla North West Women's League Division Two per la stagione successiva e vinse subito il campionato.
Militò nelle categorie inferiori fino alla stagione 2000-2001, quando vinse la Northern Combination Women's Football League e fu promosso in Premier League Northern Division, la seconda serie del campionato inglese femminile di calcio. Mantenne la categoria per undici stagioni consecutive, portandosi progressivamente verso le posizioni di vertice finché nella stagione 2011-2012 finì il campionato al primo posto. Fu promosso nella FA Women's Premier League National Division, che da un paio di stagioni era diventata la seconda serie del campionato inglese dopo la creazione della FA Women's Super League.
Nell'agosto 2012 venne ufficializzata l'affiliazione della società al Manchester City Football Club come parte di una ristrutturazione completa del club.
Nel 2014 con la creazione della FA Women's Super League 2 (FA WSL 2), la nuova seconda serie del campionato inglese, il Manchester City fece richiesta di ammissione alla Super League. Il 26 aprile 2013 al Manchester City fu assegnato un posto nella FA WSL 1, la massima serie del campionato inglese. Il Doncaster Rovers Belles, che era stato retrocesso in FA WSL 2, si appellò contro la retrocessione, ma il suo ricorso fu rigettato e fu confermata l'ammissione del Manchester City in FA WSL 1.
In vista della prima stagione in FA WSL 1, il Manchester City rinnovò completamente la squadra, ingaggiando giocatrici inglesi di alto livello ed emergenti, quali il portiere dell'Inghilterra Karen Bardsley, il 74 volte centrocampista della nazionale inglese Jill Scott e Steph Houghton, nuovo capitano della squadra. Il 24 gennaio 2014 la società fu rinominata Manchester City Women's Football Club. La prima stagione in FA WSL 1 si concluse con un quinto posto e con la vittoria della FA Women's League Cup dopo aver sconfitto l'Arsenal in finale per 1-0.
Nella stagione 2015 il Manchester City restò in lotta per il titolo fino all'ultima giornata. Vinse l'ultima partita sul Notts County, ma la contemporanea vittoria del Chelsea permise alle londinesi di conquistare il titolo per la prima volta. Il secondo posto in FA WSL 1 consentì al Manchester City la qualificazione per la prima volta nella sua storia alla UEFA Women's Champions League per la stagione 2016-2017. Inoltre, nel corso della stagione 2015 il Manchester City superò il record di affluenza allo stadio per ben due volte: prima 2 102 spettatori il 13 luglio 2015 e poi 3 180 spettatori il 4 ottobre 2015.

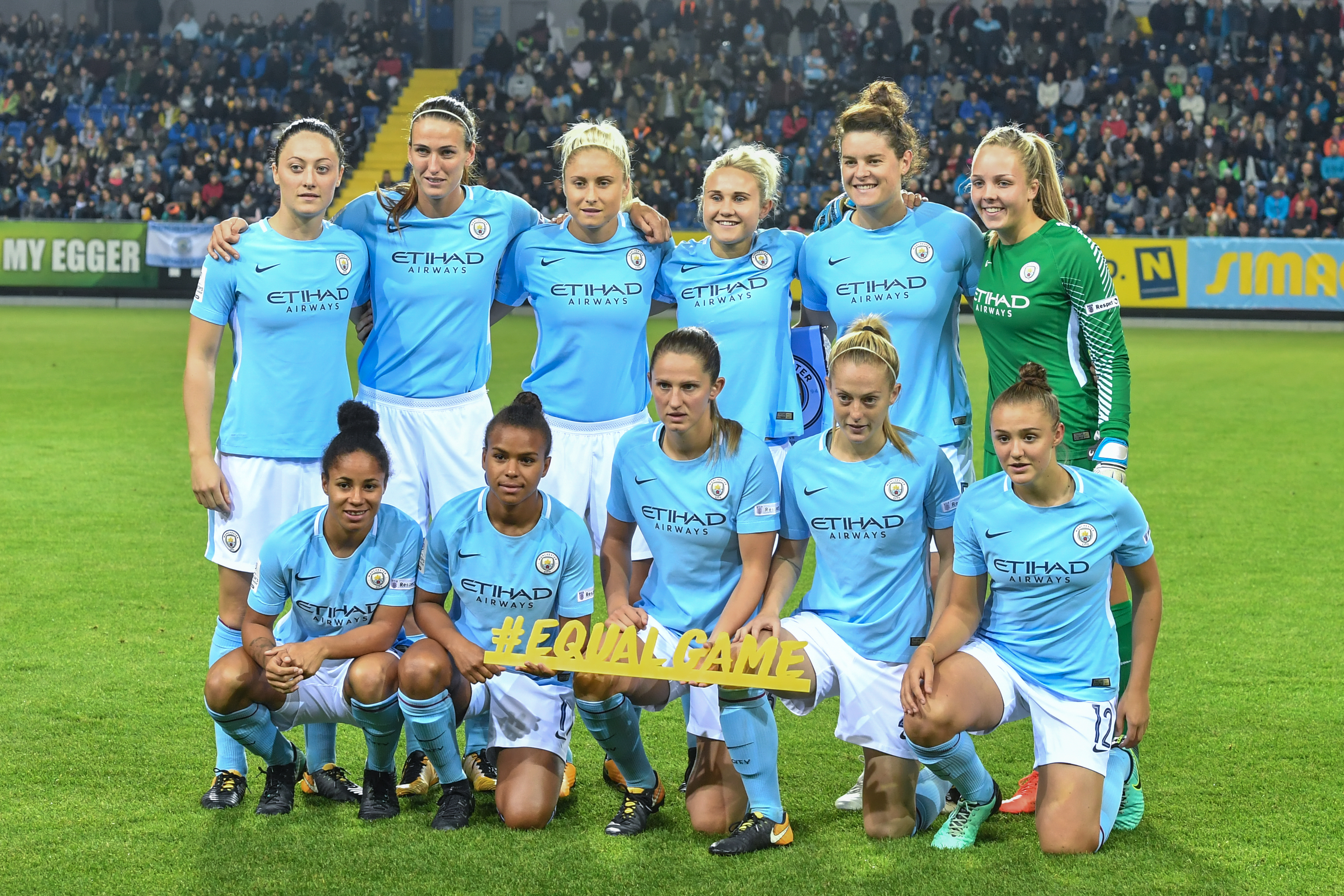
Formazione del Manchester City prima della partita di Champions League contro il il 4 ottobre 2017.

Nella stagione 2016 il Manchester City ha vinto il campionato per la prima volta e con una gara ancora da disputare, dopo aver sconfitto le campionesse in carica del Chelsea. Nei quattro anni successivi la squadra ha vinto per tre volte la FA Women's Cup e per due volte la FA Women's League Cup. In campionato, invece, dopo il titolo del 2016 ha collezionato cinque secondi posti consecutivi. Nella WSL 1 2017 concluse a pari punti col Chelsea, ma il titolo andò alle londinesi per la migliore differenza reti. La stagione 2019-20 venne caratterizzata dallo scoppio della pandemia di COVID-19 nel mese di marzo 2020, che portò a un'iniziale sospensione di tutte le competizioni, per poi arrivare a una sospensione definitiva il successivo 25 maggio. La classifica della FA Women's Super League venne stilata in base al rapporto punti conquistati su partite disputate, e il titolo venne assegnato al Chelsea grazie al miglior rapporto punti su partite disputate, nonostante al momento della sospensione il Manchester City fosse al primo posto in vantaggio di un punto. Nella stagione 2020-21 fu nuovamente il Chelsea a vincere il campionato, distanziando il City di due soli punti.
Ha giocato per sette stagioni consecutive in UEFA Women's Champions League, ottenendo il miglior risultato nelle prime due edizioni alle quali ha partecipato, la 2016-17 e la 2017-18, quando giunse fino in semifinale. In entrambe le occasioni venne eliminata dalle francesi dell'Olympique Lione, poi vincitrici del torneo. Nel 2017 le lionesi vinsero in casa del City per 3-1 l'andata, mentre nel ritorno fu il City a vincere in trasferta 1-0 grazie alla rete di Carlo Lloyd, venendo però eliminate. Nel 2018, invece, la gara d'andata in casa del City si concluse sullo 0-0, mentre in casa dell'OL fu la rete di Lucy Bronze a decretare l'eliminazione delle inglesi. Nelle tre edizioni successive l'eliminazione giunse, in ordine, ai sedicesimi, agli ottavi e ai quarti di finale; nelle edizioni 2021-22 e 2022-23 l'eliminazione giunse nei turni di qualificazione, in entrambi i casi perdendo contro il Real Madrid, mancando l'accesso alla fase a gironi.
Nella stagione 2023-24 la squadra è tornata a lottare per la vittoria del campionato, ottenendo una striscia record di quattordici vittorie consecutive che la portò in vetta alla classifica a due giornate dal termine. Perdendo in casa la penultima giornata, venne raggiunta in testa dal Chelsea, che poi vinse il campionato per la migliore differenza reti rispetto al City.

## Palmarès

### Competizioni nazionali
- Campionato inglese: 1

2016
- Women's FA Cup: 3

2016-2017, 2018-2019, 2019-2020
- FA Women's League Cup: 4

2014, 2016, 2018-2019, 2021-2022
- FA Women's Premier League Northern Division: 1

2011-2012

## Statistiche

### Partecipazione ai campionati
| Livello | Categoria                        | Partecipazioni | Debutto   | Ultima stagione | Totale |
| ------- | -------------------------------- | -------------- | --------- | --------------- | ------ |
| 1º      | Premier League National Division | 1              | 2012-2013 | 2012-2013       | 13     |
| 1º      | Women's Super League             | 12             | 2014      | 2024-2025       | 13     |
| 2º      | Premier League Northern Division | 11             | 2001-2002 | 2011-2012       | 11     |
| 3º      | Combination Leagues              | 1              | 2000-2001 | 2000-2001       | 1      |

### Partecipazione alle coppe
| Competizione                  | Partecipazioni | Debutto   | Ultima stagione | Totale |
| ----------------------------- | -------------- | --------- | --------------- | ------ |
| UEFA Women's Champions League | 8              | 2016-2017 | 2024-2025       | 8      |

## Organico

### Rosa 2024-2025
Rosa, ruoli e numeri di maglia aggiornati come da sito ufficiale.
| N. |                        | Ruolo | Calciatrice               |
| -- | ---------------------- | ----- | ------------------------- |
| 2  | Giappone (bandiera)    | D     | Risa Shimizu              |
| 3  | Inghilterra (bandiera) | D     | Naomi Layzell             |
| 4  | Spagna (bandiera)      | D     | Laia Aleixandri           |
| 5  | Inghilterra (bandiera) | D     | Alex Greenwood (capitano) |
| 6  | Paesi Bassi (bandiera) | A     | Vivianne Miedema          |
| 7  | Inghilterra (bandiera) | C     | Laura Coombs              |
| 8  | Australia (bandiera)   | A     | Mary Fowler               |
| 10 | Paesi Bassi (bandiera) | C     | Jill Roord                |
| 11 | Inghilterra (bandiera) | A     | Lauren Hemp               |
| 12 | Inghilterra (bandiera) | P     | Eve Annets                |
| 13 | Austria (bandiera)     | D     | Laura Wienroither         |
| 14 | Brasile (bandiera)     | A     | Kerolin                   |
| 15 | Spagna (bandiera)      | D     | Leila Ouahabi             |
| 16 | Inghilterra (bandiera) | A     | Jessica Park              |
| 18 | Paesi Bassi (bandiera) | D     | Kerstin Casparij          |

| N. |                        | Ruolo | Calciatrice      |
| -- | ---------------------- | ----- | ---------------- |
| 19 | Inghilterra (bandiera) | C     | Laura Blindkilde |
| 20 | Giappone (bandiera)    | A     | Aoba Fujino      |
| 21 | Giamaica (bandiera)    | A     | Khadija Shaw     |
| 25 | Giappone (bandiera)    | C     | Yui Hasegawa     |
| 26 | Irlanda (bandiera)     | D     | Tara O'Hanlon    |
| 27 | Germania (bandiera)    | D     | Rebecca Knaak    |
| 28 | Inghilterra (bandiera) | D     | Gracie Prior     |
| 30 | Giappone (bandiera)    | C     | Aemu Oyama       |
| 31 | Giappone (bandiera)    | P     | Ayaka Yamashita  |
| 35 | Inghilterra (bandiera) | P     | Khiara Keating   |
| 40 | Inghilterra (bandiera) | P     | Katie Startup    |
| 44 | Inghilterra (bandiera) | D     | Codie Thomas     |
| 46 | Inghilterra (bandiera) | A     | Lily Murphy      |
| 52 | Irlanda (bandiera)     | C     | Eve O'Carroll    |